# Coturnix
Coturnix Bonnaterre, 1791 è un genere di uccelli della famiglia Phasianidae.
Questo genere è distribuito in tutta l'Eurasia e in Australia. Alcune specie insulari incapaci di volare estinte sono note attraverso i resti fossili della Macaronesia, che furono probabilmente spazzate via dall'arrivo dell'uomo.
Le quaglie sono imparentate con francolini africani, la Perdicula asiatica, i tetraogalli e le pernici, che insieme alle specie di Coturnix, Synoicus e pochi altri formano un clade chiamato Coturnicini, una tribù all'interno della sottofamiglia Pavoninae.
Le quaglie del genere Coturnix vivono in coppia o in piccoli gruppi sociali e formano gruppi più grandi durante la migrazione. Non tutte le specie migrano, ma la maggior parte è in grado di compiere un volo verso l'alto estremamente rapido per sfuggire al pericolo. A differenza dei generi correlati, le quaglie del Vecchio Mondo non si appollaiano sugli alberi. Dedicano gran parte del loro tempo a cercare semi e invertebrati sul terreno. Gli habitat tipici sono una fitta vegetazione come praterie, cespugli lungo i fiumi e campi di cereali. Sono predati pesantemente dai falchi diurni .

## Tassonomia
Comprende le seguenti specie:
- Coturnix coturnix (Linnaeus, 1758) - quaglia comune
- Coturnix japonica Temminck & Schlegel, 1849 - quaglia giapponese
- Coturnix coromandelica (Gmelin, JF, 1789) - quaglia delle piogge
- Coturnix delegorguei Delegorgue, 1847 - quaglia arlecchino
- Coturnix pectoralis Gould, 1837 - quaglia maggiore
- †Coturnix novaezelandiae Quoy & Gaimard, 1830 - quaglia della Nuova Zelanda - estinta (1875)

La quaglia bruna, la quaglia pettoblu e la quaglia blu erano inizialmente classificate in questo genere, ma furono successivamente riclassificate nel genere Synoicus.